# 马尔乌达什特

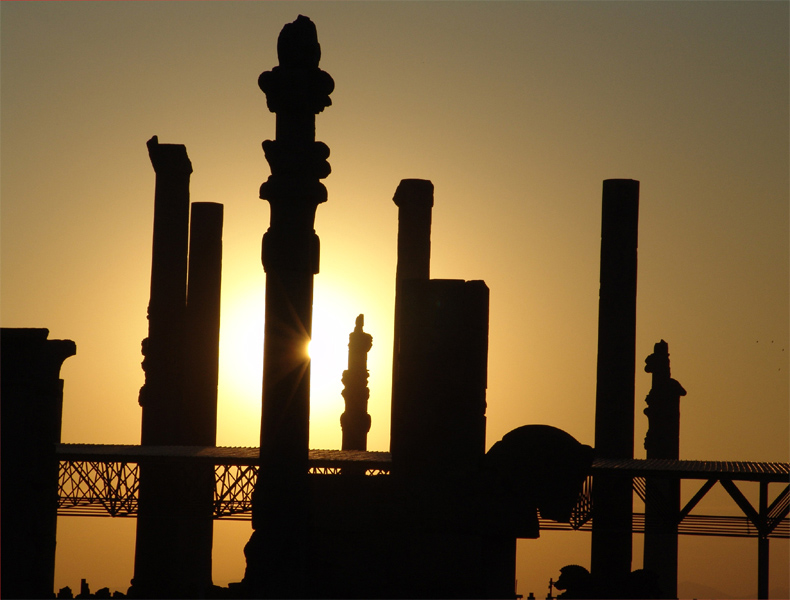
波斯波利斯

马尔乌达什特（波斯語：‎，Marvdašt），一译马尔夫达什特、马尔夫达什特或马鲁答失忒等，是伊朗的城市，位於該國南部，由法爾斯省負責管轄，距離設拉子45公里，海拔高度1,620米，市內有三間大學，2006年人口123,858，2016年人口148858人，居民主要是波斯人。

## 历史
波斯古都波斯波利斯遗迹位于马尔乌达什特近郊数公里处。古城伊什塔克尔亦位于马尔乌达什特附近。马尔乌（Marv，Marw）本是中世纪伊什塔克尔城的一区，后来成为单独的村庄。
现代城市则是在巴列维王朝时期，以1935年政府建立的一座制糖厂为中心发展起来的。

## 外部連結
- Marvdasht Islamic Azad University
- Farsnama in Persian on Marvdasht
- Marvdasht （页面存档备份，存于）